# Ґулістон (Восейський район)
Ґулісто́н (тадж. Гулистон) — село у складі Хатлонської області Таджикистану. Входить до складу Ґулістонського джамоату Восейського району.
Село лежить на річці Кизилсу. Назва означає квітучий край.
Населення — 5743 особи (2010; 5725 в 2009, 2494 в 1977).
Національний склад станом на 1977 рік — таджики.
Через село проходить залізниця Кургонтеппа — Кулоб та автошлях А-385 Вахдат-Пандж, тут починається автошлях Р-23 до міста Кулоба. У селі діють середня школа, 2 бібліотеки, клуб, медпункт, пошта, їдальня та 2 магазини, працюють елекстропідстанція, сільськогосподарське підприємство (зернові та бавовник) та зрошувальних землях, тракторний стан.